# موزه هنر سیکلادیک
سیکلادیک Cycladic یا فرهنگ سیکلادی متعلق به تمدنی است که در خلال سال های 3300 تا 1100 پیش میلاد در جزایر دریای اژه وجود داشتند و آثار مختلفی از آن ها بر جای مانده است و در کنار مینوسی و میسنی سه تمدن موجود در دریای اژه بودند. یکی از مهمترین نشانه های تمدنی سیکلادیک ها، آثار هنری آن هاست، آثاری که جزء آثار هنری بسیار ارزشمند دنیای باستان به شمار می آیند و این موزه ، یعنی موزه ی هنر سیکلادیک، بسیاری از آثار هنری این تمدن باستانی را از جزایر مختلف اژه و دیگر نقاط جهان از جمله موزه های دولتی و خصوصی جمع آوری کرده است. 

## آثار
آثار هنری سیکلادیک، جدا از جذابیت های هنری و تاریخی خود تمدن سیکلادیک، به لحاظ تاثیر گذاری بر تمدن یونانی از جذابیت بیشتری برخوردار می شوند. از این رو، نیکلاس و دالی گولاندیس در پی جمع آوری آثار هنری و باستانی این تمدن ، به نقاط مختلف دنیا سفر کردند، از موزه های متعددی دیدن نمودند و بسیاری از آثار تاریخی این تمدن باستانی را خریداری و جمع آوری کردند. تا اینکه در سال 1986 در ماه ژانویه، موزه ی هنری سیکلادیک به طور عمومی توسط نیکلاس و دالی گولاندیس بازگشائی شد و یکی از ارزشمند ترین موزه های باستانی به بافت شهری آتن اضافه شد.
در بخش دائمی موزه ی هنری سیکلادیک بالغ بر 3 هزار اثر هنری از تمدن های جزایر دریای اژه و قبرس را می توان از نزدیک دید، آثاری که در کنار ارزش تاریخی شان، در بردارنده ی عناصر زیباشناسانه ی منحصر به فردی هستند. 
در طبقه ی اول این موزه، آثار هنری مینیمالیستی از سنگ های مرمر وجود دارد، که بر اساس گفته بسیاری از کارشناسان هنری، این آثار منبع الهام بسیاری از هنرمندان قرن بیستم بوده اند، هنرمندانی که از المان های هنری این دوره ی تاریخی در این ناحیه، بهره گرفته اند، که می توان به پیکاسو و مودیلیانی اشاره کرد، هرچند تعداد این هنرمندان بر اساس نظر کارشناسان هنری بیشتر است. به طور کلی بخش ها و طبقات مختلف این موزه به شکلی یکدست، روایت گر زندگی و احوالات روزمره ی این تمدن باستانی هستند.

## معماری
مهمترین ویژگی این عمارت نما و معماری نئو کلاسیک آن است.این نوع معماری از نیمه دوم قرن نوزدهم در اروپا رواج پیدا کرد. سبک نئو کلاسیک اروپا، به دنبال احیای معماری کلاسیک و المان های معماری عصر یونان و روم است، جایی که ساختمان استاداتوس در قلب آتن، پایتخت یونان یکی از نمونه های فوق العاده ی آن به شمار می آید.قاب های و حاشیه های تزیئنی زیبای این سبک را می توان به خوبی در قسمت های مختلف ساختمان استاداتوس مشاهده کرد. از جمله ویژگی های معماری نئوکلاسیک می توانید در ساختمان استاداتوس به دنبال آن باشید، می توان به خطوط مرتب و پیراسته، ظاهر منظم و ساده و تزئینات بالای درب ها و ستون های مستقل و بلند بر اساس الگو های سبک ها دوریک اشاره کرد.

## هدف موزه
ماموریت موزه ترویج تمدن اژه (از 6000 سال قبل از میلاد) و هنر، از جمله هنرمندان معاصر، در سطح محلی و بین المللی است.